# 川畑梨瑚
川畑 梨瑚（かわはた りこ、1999年7月28日 - ）は、日本の女性プロレスラー。東京都墨田区出身。Marvelous所属。血液型A型。

## 来歴
プロレスを題材にした舞台出演をきっかけにプロレスの練習を本格的に始め、2018年11月15日、Actwres girl'Z・後楽園大会での青野未来戦でプロレスデビュー。デビュー以後足首骨折などケガも多かった。
左ヒジ内側靭帯・外側靭帯のケガで療養中だった2020年8月、SNS上でActwres girl'Zからの退団を表明。契約問題で騒動となるも、在籍当時コーチを務めていた堀田祐美子を追うように師事し、のちに堀田の個人事務所であるT-HEARTSに所属。
2021年2月26日、SEAdLINNNG・新宿FACE大会ではタッグマッチながらメインイベントに抜擢され、朱崇花から勝利し注目を浴びる。
2021年3月17日、花穂ノ利と組みSEAdLINNNG・GET A DREAM TOURNAMENT☆に出場、決勝戦で永島千佳世＆春輝つくし組を破り優勝する。
同年10月12日、DDT･後楽園ホール大会に初参戦し、赤井沙希とダークマッチで対戦。
2022年4月15日『後楽園ホール60周年還暦祭』でMariaと対戦し、時間切れ引き分け。5月1日のMarvelous後楽園ホール大会での再戦（時間切れ引き分け）を経て、タッグチームを結成。6月12日のサッポロ・イーワン・スタジアム大会でのAAAWタッグ王座挑戦に先立ち、チーム名を「Magenta（マゼンタ）」と命名した。札幌での選手権試合では獲得に失敗するが、約1年6ヶ月後の2023年12月10日の後楽園ホール大会で永島千佳世&彩羽匠組を破って王座を獲得した。
2023年8月7日、T-HEARTSからMarvelous所属になることが発表された。

## 所属
- Actwres girl'Z（2018年 - 2020年）
- フリーランス（2020年）
- T-HEARTS（2021年 - 2023年）
- Marvelous（2023年 - ）

## 人物
- 芸能出身者らしくプロレスラーでは珍しくスリーサイズを公表している（B 82 W 69 H 88）[11]。特技はダンス、バドミントン、和太鼓。格闘技経験としては多少のボクシング経験があり、堀田からは空手の出稽古を厳命されている。また堀田からは全女イズムの一端として抑え込みを指導されており、これら基礎的なものと持ち前の怪我を恐れない突撃魂、ダンス経験からの華やかな動きが融合すれば、ピックアップされる存在になれると言及されている。
- 愛車はダイハツのキャストスポーツ。[12]

## 得意技
- ムーンサルトプレス
- 各種蹴り
- 掌底
- 雪崩式フランケンシュタイナー
- リバース・フランケンシュタイナー

## タイトル歴
Marvelous
- 第19代AAAWタッグ王座（パートナーはMaria）

マリーゴールド
- 第5代マリーゴールド・ツインスター王座（パートナーはMaria）

## 入場テーマ曲
- 『instruction（feat. demi lovato & stefflon don） 』jax jones  ※ 現在使用中
- 『The Phoenix（Mazco Remix）』Fall Out Boy  ※ 過去使用曲
- 『Dreamer（80kidz Remix）』BENNIE BECCA  ※ 過去使用曲

## 出演

### 舞台
- BOX-SING ～3ROUND～（2017年10月25日 ‐ 29日、TACCS1179）‐ ルナ 役
- セレブ気取り（2018年3月14日 ‐ 17日、築地ブディストホール）‐ ダンサー 役
- ある日の事でございます。（2018年5月31日 ‐ 6月3日、赤坂CHANCEシアター） ‐ 吾輩は猫である 猫 役
- カウント2.9!（2018年7月26日 ‐ 29日、新木場1stリング）‐ サキ 役

### CM
- ソフトバンク正月限定編（2018年1月、ソフトバンク）ダンサー